# Географія Бутану
Бутан — південноазійська країна, що знаходиться на південних схилах Гімалайського хребта . Загальна площа країни 38 394 км² (137-ме місце у світі), з яких на суходіл припадає 38 394 км², а на поверхню внутрішніх вод — 0 км². Площа країни трохи більша за площу Одеської області України. 

## Назва
Офіційна назва — Королівство Бутан, Бутан (мовою дзонґ-ке འབྲུག་ཡུལ་ — Друг Гьялкхап, Друк Юл). Назву країні дали тибетські племена бхотія, що мігрували на територію сучасного Бутану з Тибету в X столітті. Корінь «бод» означає Тибет, а префікс «анта» — околиця, тобто Околиця Тибету. Інша неофіційна назва країни, Друк-Юл означає Землю Громового дракона. Так країну названо через сильні шторми, що вирують в ній під час мусону. Одночасно міфічний дракон є покровителем не тільки країни, але й селян-орачів, володарем усіх річкових потоків.

## Географічне положення

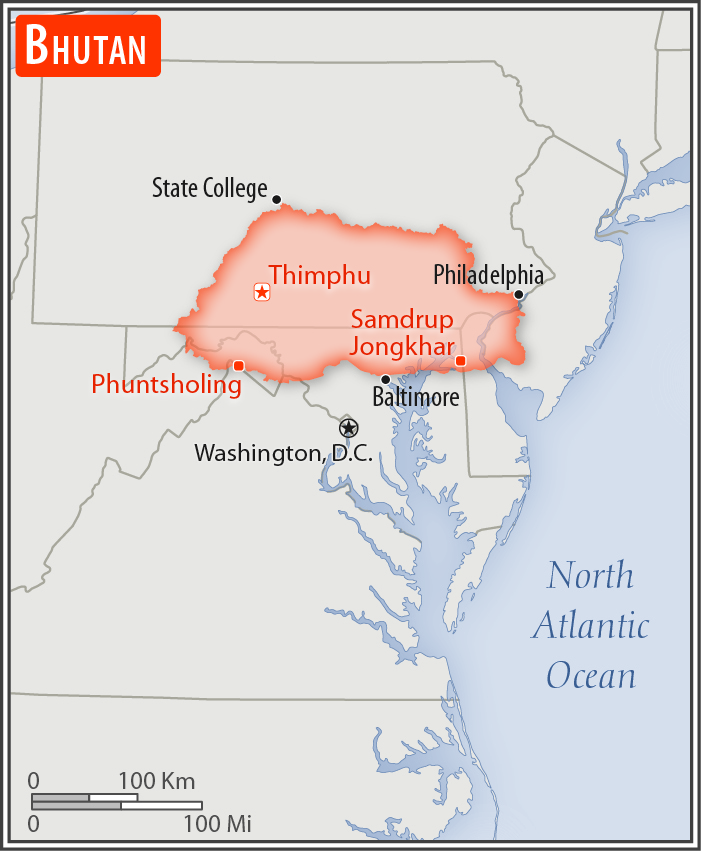
Порівняння розмірів території Бутану та США

Бутан — південноазійська країна, що межує з двома іншими країнами: на півночі — з Китаєм (спільний кордон — 477 км), на заході, сході й півдні — з Індією (659 км). Загальна довжина державного кордону — 1136 км. Відстань між східним і західним кордоном Бутану — 300 км, між північним і південним — 170 км. Країна не має виходу до вод Світового океану.

### Час
Час у Бутані: UTC+6 (+4 години різниці часу з Києвом).

## Геологія

### Корисні копалини
Надра Бутану багаті на ряд корисних копалин: гіпс, кальцит.

## Рельєф
Місцевість країни гірська і лісиста. Середні висоти — 2220 м; найнижча точка — уріз вод Дрангме-Чху (97 м); найвища точка — гора Гангкхар-Пуенсум (7570 м), за іншими даними Кула-Кангрі (7554 м). На півночі країни високогір'я із засніженими вершинами (часто покритими льодовиками); на південних хребтах Гімалаїв — високогірна місцевість; в південній частині країни — передгір'я і субтропічні рівнини. Перші британці, які побували в Бутані, розповідали: «Темні і вузькі полонини, вершини гір, загублені в хмарах, створюють пейзаж виняткової розкоші і величності». Територія країни — одна з найбільш важкопрохідних гірських місцевостей світу, висота якої змінюється від 160 до 7000 м над рівнем моря. Найвища точка Бутану, гора Кула-Кангрі знаходиться на півночі країни на кордоні з Китаєм. Друга найвища точка — Джомолхарі (7314 м) знаходиться біля долини Чумбі. У країні налічується 19 гірських піків, що перевищують висоту 7000 м. На півночі бутанського-китайського кордону підносяться засніжені гімалайські піки заввишки понад 7500 м, на вершинах яких панує арктичний клімат. Вода гірських річок, що утворилася в результаті танення льодовиків, альпійські долини в цьому регіоні створюють ідеальні умови для великої рогатої худоби, яку розводить місцеве населення. Чорні Гори в центральній частині Бутану утворюють природний вододіл між двома головними річковими системами країни — Мо і Дрангме (Манас). Висота гірських вершин Чорних Гір — 1500—2700 м над рівнем моря, а бурхливі гірські річки утворюють гірські ущелини.

Рельєф Бутану
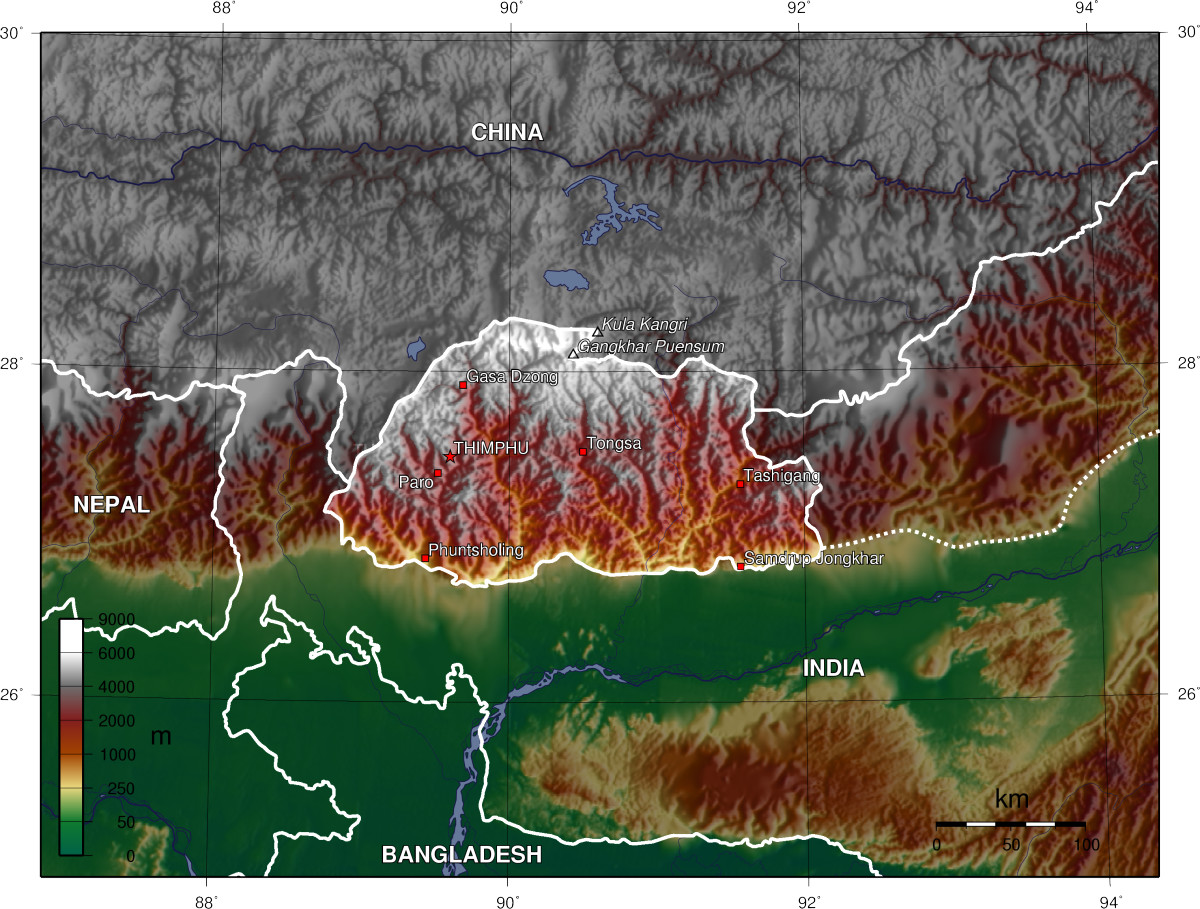
Гіпсометрична карта Бутану
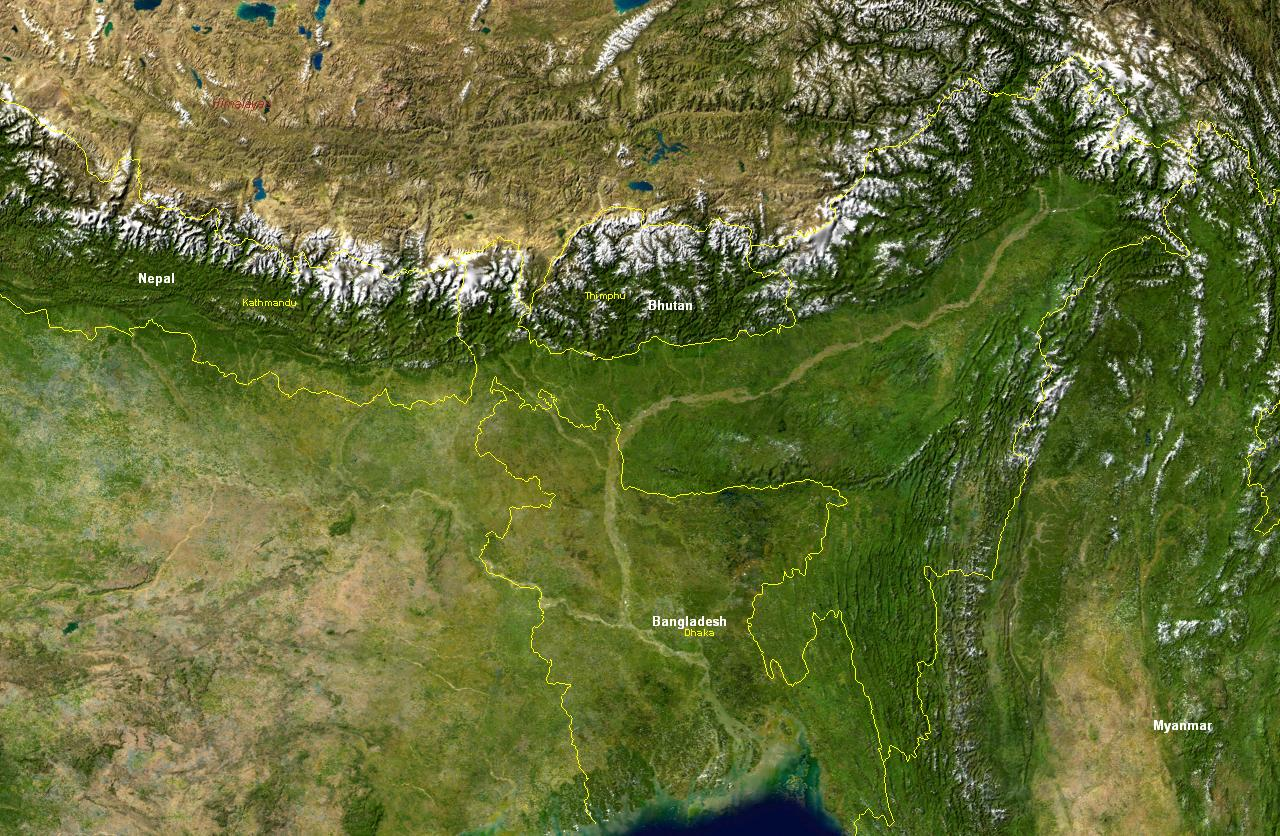
Супутниковий знімок поверхні країни
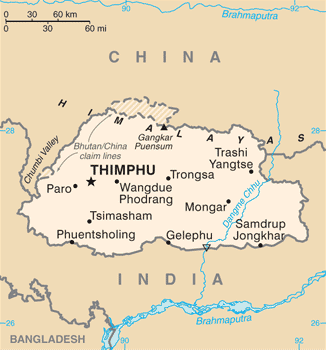
Карта країни (англ.)

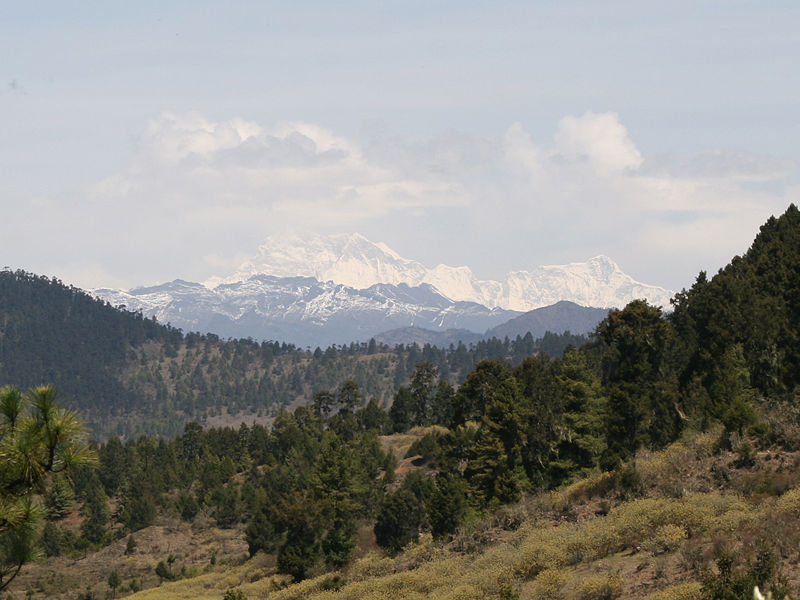
Гангкхар-Пуенсум
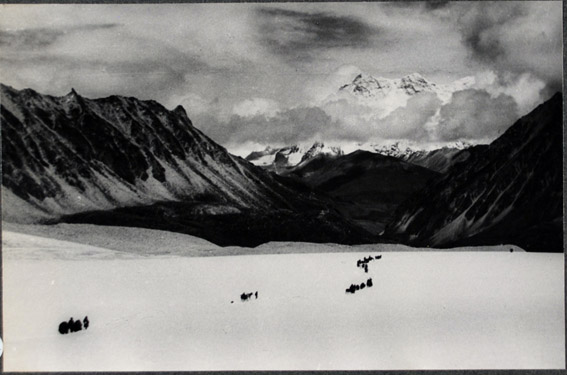
Кула-Кангрі на обрії
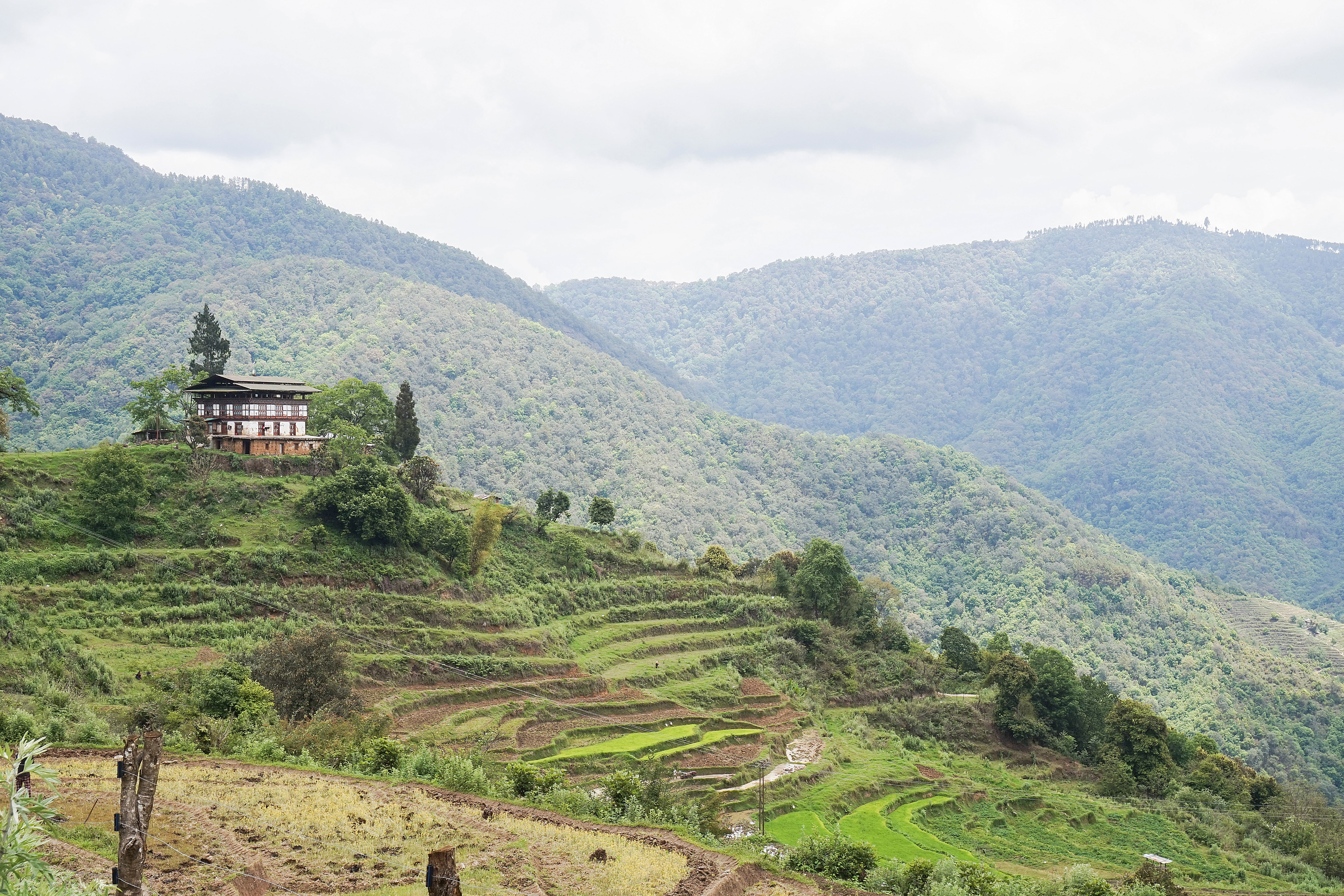
Ландшафти Бутану

Східний Бутан розділений південними вершинами гірської системи Донга. У західній частині Бутану знаходяться родючі культивовані долини і водосховища країни. Височина Шивалік, Ю чи Чорні Гори, передгір'я Гімалаїв, покрита лісами, алювіальними річковими долинами і горами заввишки до 1500 м над рівнем моря. Височина спускається до субтропічних рівнин «дуар». Більша частина цієї рівнини лежить в Індії, але вона проникає всередину Бутану на 15 км. На цих рівнинах концентруються найважливіші комерційні центри країни — Пхунчолінг, Гелепху і Самдруп-Джонкхар. Північна частина Бутану — розчленована місцевість з сухою пористої землею і рясною рослинністю. Південна частина — родючі землі, порослі високими травами і джунглями. На рівнині вирощується рис і інші зернові культури.

## Клімат
Територія Бутану лежить у субекваторіальному кліматичному поясі високогірного типу. Влітку переважають екваторіальні повітряні маси, взимку — тропічні. Влітку вітри дмуть від, а взимку до екватора. Сезонні амплітуди температури повітря незначні, зимовий період не набагато прохолодніший за літній; добові досить відчутні. У літньо-осінній період з морів та океанів часто надходять тропічні циклони.

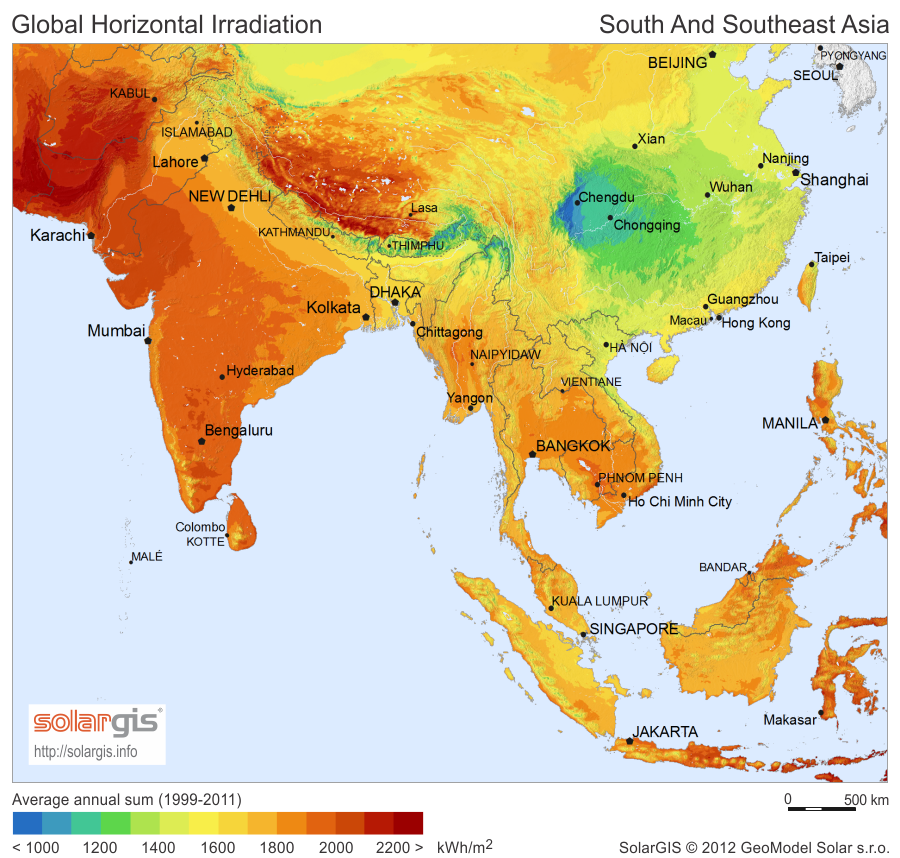
Сонячна радіація (англ.)
Кліматична карта Бутану (за Кеппеном)

Клімат Бутану варіює залежно від висоти місцевості і, як і на більшій частині Азії, перебуває під впливом мусонів. У західній частині країни через мусонні вітри випадає 60-80 % всіх опадів країни. Клімат вологий на південних рівнинах і передгір'ях, в гімалайських долинах південного та центрального районів клімат помірний, на півночі країни — холодний з цілорічним снігом на гімалайських вершинах. Температура залежить від висоти. У Тхімпху, що знаходиться на висоті 2200 м над рівнем моря в західній частині країни, в червні—вересні температура 15-26 °C, але в січні знижується до −4 °C, а іноді і до −16 °C. Центральна частина країни — зона прохолодного помірного клімату. На півдні країни, через жаркий, вологий клімат цілорічна температура становить +15-30 ° C, при цьому температура влітку в долинах досягає іноді +40 °C. Річний рівень опадів залежить від району. Так, в північній частині Бутану в рік випадає тільки 40 мм опадів — в основному у вигляді снігу. У центральному районі з помірним кліматом річний рівень опадів становить близько 1000 мм. На півдні (в зоні субтропіків) випадає до 7800 мм на рік. З грудня по лютий — сухий зимовий період, коли випадає 20 мм опадів на місяць. У серпні рівень опадів досягає 650 мм. Весна в Бутані триває з березня до середини квітня. Літні дні починаються в середині квітня, коли рідко трапляються дощі. Сезон мусонних дощів на південному заході — липень—вересень. Високий рівень опадів на півдні країни пояснюється тим, що мусони затримуються Гімалаями. Осінь триває з кінця вересня до кінця жовтня—листопада. З листопада по березень триває морозна і сніжна зима (на висоті від 3000 м).
Бутан є членом Всесвітньої метеорологічної організації (WMO), в країні ведуться систематичні спостереження за погодою.

## Внутрішні води
Загальні запаси відновлюваних водних ресурсів (ґрунтові і поверхневі прісні води) становлять 78 км³. Станом на 2012 рік в країні налічувалось 320 км² зрошуваних земель.

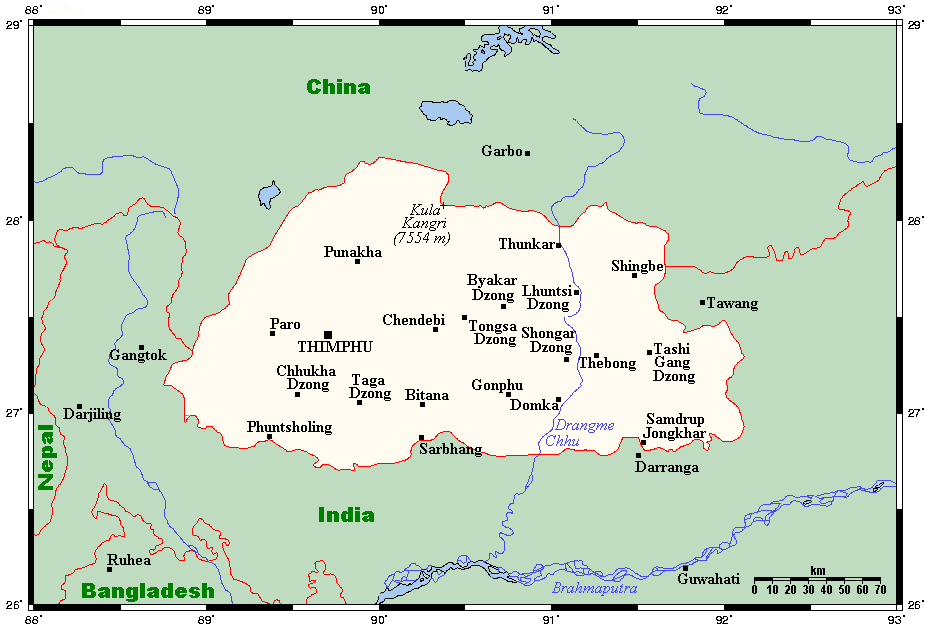
Гідрографічна мережа Бутану
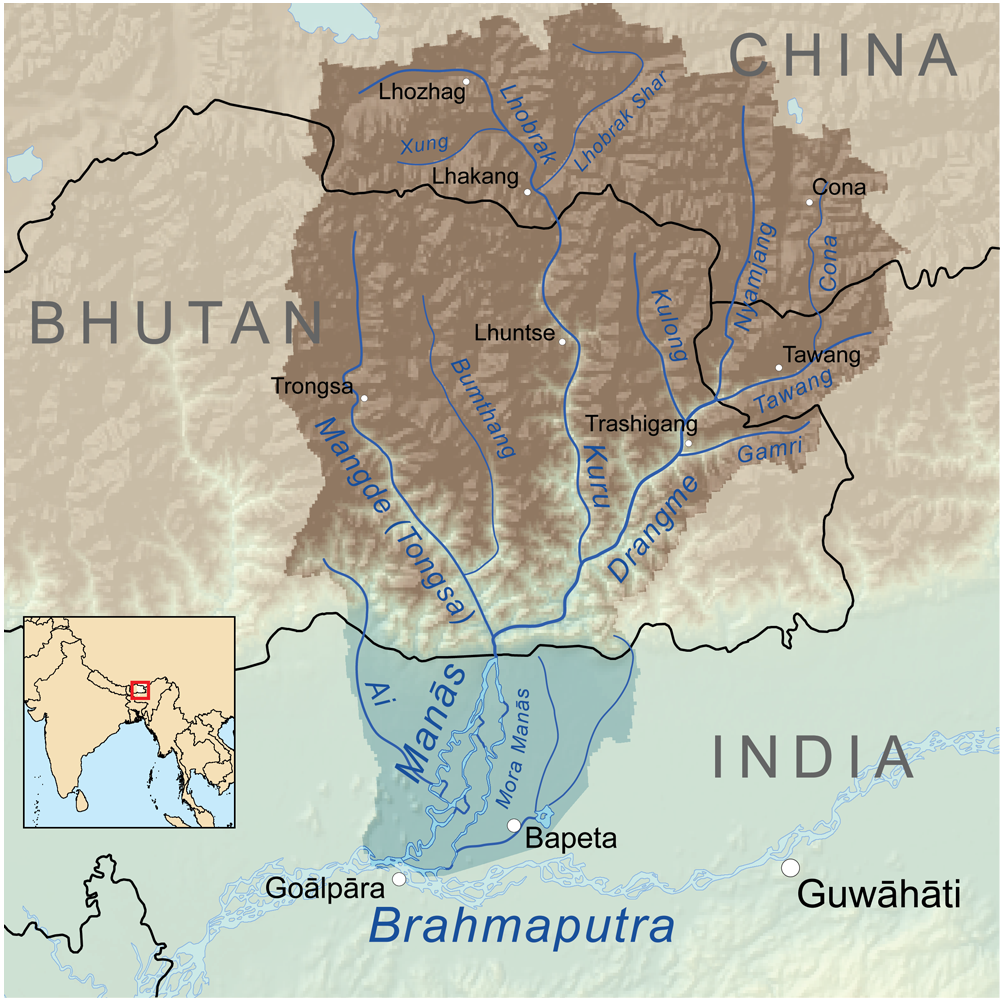
Сточище Манасу
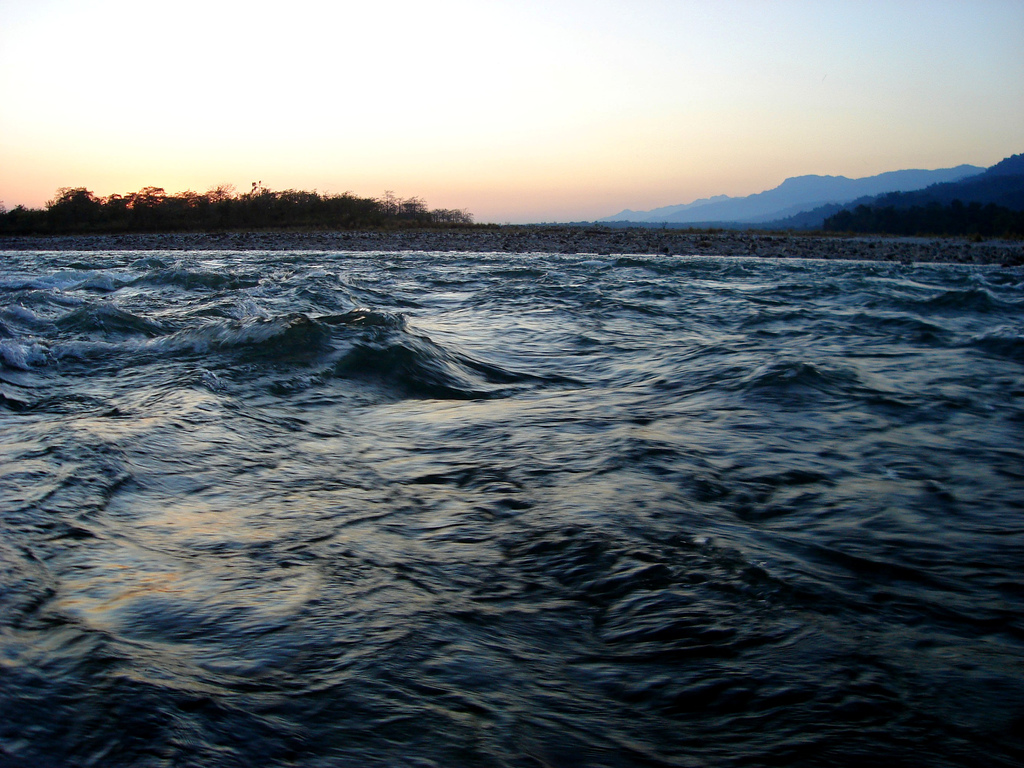
Річка Манас на кордоні з Індією
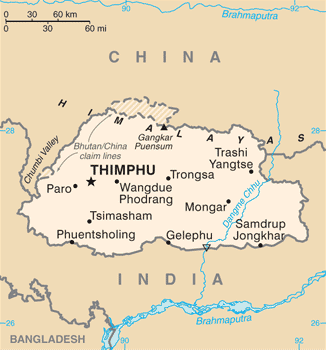
Льодовики Бутану з космосу

### Річки
Річки країни належать басейну Бенгальської затоки Індійського океану. Численні гірські річки несудноплавні, але забезпечують водою іригаційні системи країни, греблі на них виробляють гідроелектроенергію. У Бутані чотири головні річкові системи: Манас (або Дрангме), Санкош (або Пуна-Цанг), Ванг Чу (або Чінча) і Торса (або Амо). Всі вони беруть свій початок у Гімалаях, а потім, протікаючи в південному напрямі через долини «дуари», впадають у річку Брахмапутра, яка, в свою чергу, впадає в Ганг. Найдовша річкова система в Бутані — Дрангме (Курі), яка тече в індійський штат Аруначал-Прадеш і має три притоки: Дрангме, Мангде і Бумтанг. У районі долин «дуар», де сходяться всі 8 приток цієї річки, Дрангме носить назву Манас. 320-км річка Пуна-Цанг (Санкош) часто виходить зі своїх берегів, як і річки Мо і Пхо, що її утворили. В них тече вода, що утворилася з гімалайського снігу. Вони течуть у південному напрямку до міста Пунакха, де з'єднуються, утворюючи річку Пуна-Цанг, яка, в свою чергу, тече на південь в індійський штат Західний Бенгал. Численні притоки річки Ванг Чу довжиною 370 км беруть початок у Тибеті. Сама річка Ванг Чу тече на південний схід через західну частину Бутану і надалі проходить через «дуари». Тут вона тече в індійський штат Західний Бенгал. Найменша річкова система країни — Торса, відома як Амо в північній частині, також бере початок у Тибеті і тече в Індію.

### Льодовики
Льодовики в північному Бутані, які займають 10 % усієї території країни, є важливим джерелом води в річках Бутану. Ці льодовики містять в собі мільйони тонн прісної води, і під час літнього танення часто стають лихом для населення.

## Рослинність
Центральну частину країни вкривають ліси. У середині 1980-х років приблизно 70 % території було вкрито лісами, 10 % — цілорічним снігом і льодовиками, майже 6 % — постійно культивувалося або займалося населеними пунктами, 3 % — тимчасово культивувалося і 5 % — займалося луками і пасовищами, решта території являє собою скелясту місцевість, на якій неможливо культивування сільськогосподарських рослин.
Земельні ресурси Бутану (оцінка 2011 року):
- придатні для сільськогосподарського обробітку землі — 13,6 %,
  - орні землі — 2,6 %,
  - багаторічні насадження — 0,3 %,
  - землі, що постійно використовуються під пасовища — 10,7 %;
- землі, зайняті лісами і чагарниками — 85,5 %;
- інше — 0,9 %[1].

## Тваринний світ
У зоогеографічному відношенні територія країни відноситься до Гімалайсько-Юньнанської провінції Китайсько-Гімалайської підобласті Голарктичної області.
У східній частині країни мешкають тигри, леопарди, слони та ін.

## Охорона природи

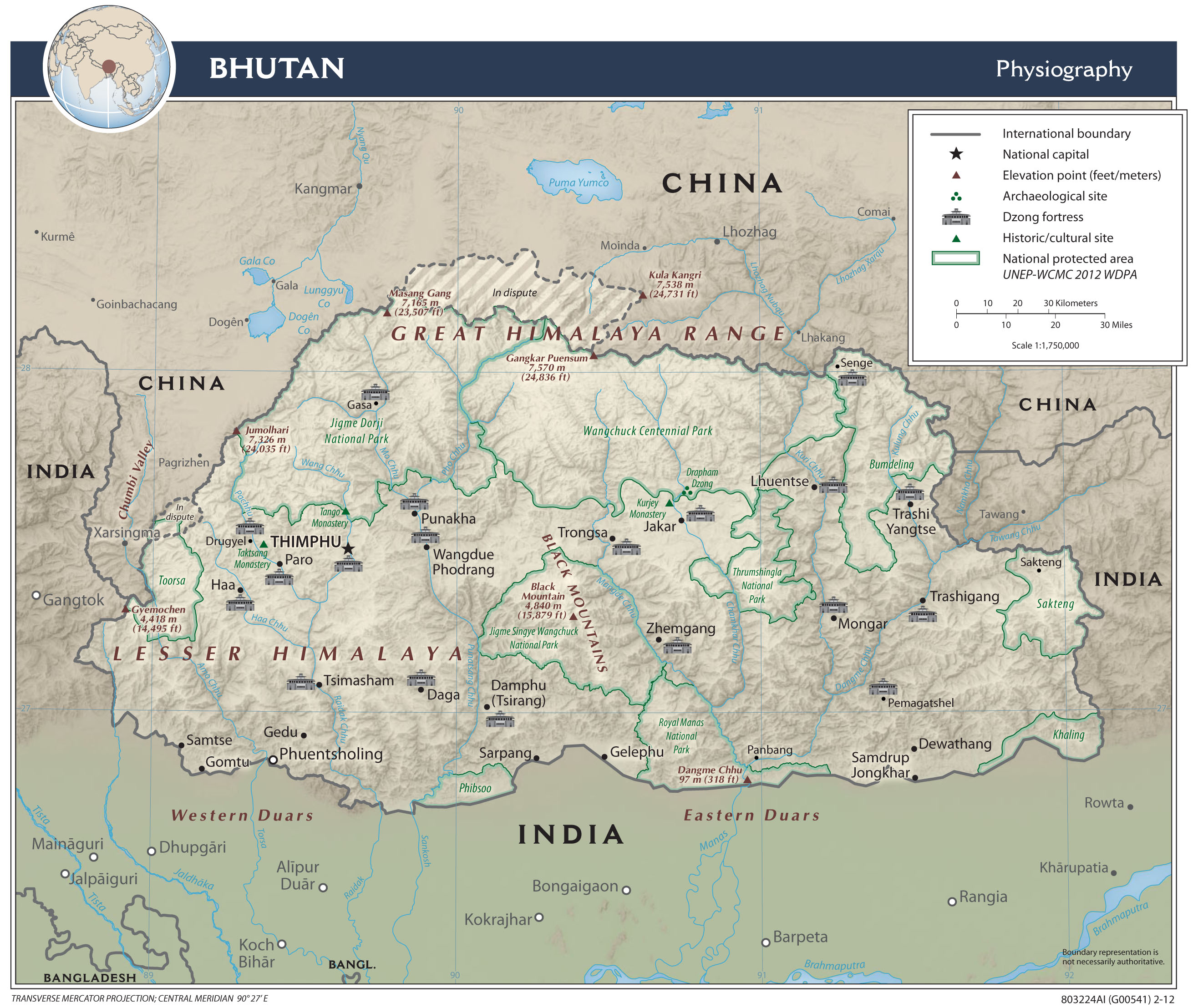
Карта природоохоронних територій Бутану

Бутан є учасником ряду міжнародних угод з охорони навколишнього середовища:
- Конвенції про біологічне різноманіття (CBD),
- Рамкової конвенції ООН про зміну клімату (UNFCCC),
- Кіотського протоколу до Рамкової конвенції,
- Конвенції ООН про боротьбу з опустелюванням (UNCCD),
- Конвенції про міжнародну торгівлю видами дикої фауни і флори, що перебувають під загрозою зникнення (CITES),
- Базельської конвенції протидії транскордонному переміщенню небезпечних відходів,
- Монреальського протоколу з охорони озонового шару[1].

Урядом країни підписані, але не ратифіковані міжнародні угоди щодо: міжнародного морського права.

## Стихійні лиха та екологічні проблеми
На території країни спостерігаються небезпечні природні явища і стихійні лиха: несамовиті штормові вітри, що дмуть з Гімаліїв дали назву країні — Країна Штормового Дракона; часті зсуви ґрунту під час сезону дощів.
Серед екологічних проблем варто відзначити:
- ерозію ґрунтів;
- обмежений доступ до джерел питної води.

## Фізико-географічне районування
У фізико-географічному відношенні територію Бутану можна розділити на _ райони, що відрізняються один від одного рельєфом, кліматом, рослинним покривом: .

### Українською
- Атлас світу / голов. ред. І. С. Руденко ; зав. ред. В. В. Радченко ; відп. ред. О. В. Вакуленко. — К. : ДНВП «Картографія», 2005. — 336 с. — ISBN 9666315467.
- Атлас. 7 клас. Географія материків і океанів / Укладачі О. Я. Скуратович, Н. І. Чанцева. — К. : ДНВП «Картографія», 2014.
- Бєлозоров С. Т. Географія материків. — К. : Вища школа, 1971. — 371 с.
- Барановська О. В. Фізична географія материків і океанів : навч. посіб. для студентів ВНЗ : [у 2 ч.]. — Н. : Ніжинський державний університет ім. Миколи Гоголя, 2013. — 306 с. — ISBN 978-617-527-106-3.
- Бутан // Гірничий енциклопедичний словник : [у 3-х тт.] / за ред. В. С. Білецького. — Д. : Східний видавничий дім, 2004. — Т. 3. — 752 с. — ISBN 966-7804-78-X.
- Дубович І. А. Країнознавчий словник-довідник. — 5-те вид., перероб. і доп. — К. : Знання, 2008. — 839 с. — ISBN 978-966-346-330-8.
- Панасенко Б. Д. Фізична географія материків : навч. посіб. : в 2 ч. — В. : ЕкоБізнесЦентр, 1999. — 200 с.
- Фізична географія материків та океанів : підруч. для студ. вищ. навч. закл. : у 2 т / за ред. П. Г. Шищенка. — К. : Видавництво Київського нац. ун-т ім. Т. Шевченка, 2009. — Т. 1. : Азія. — 643 с. — ISBN 978-966-439-257-7.
- Юрківський В. М. Регіональна економічна і соціальна географія. Зарубіжні країни: Підручник. — 2-ге. — К. : Либідь, 2001. — 416 с. — ISBN 966-06-0092-5.

### Англійською
- (англ.) Graham Bateman. The Encyclopedia of World Geography. — Andromeda, 2002. — 288 с. — ISBN 1871869587.

### Російською
- (рос.) Авакян А. Б., Салтанкин В. П., Шарапов В. А. Водохранилища. — М. : Мысль, 1987. — 326 с. — (Природа мира)
- (рос.) Алисов Б. П., Берлин И. А., Михель В. М. Курс климатологии [в 3-х тт.] / под. ред. Е. С. Рубинштейна. — Л. : Гидрометиздат, 1954. — Т. 3. Климаты земного шара. — 320 с.
- (рос.) Апродов В. А. Вулканы. — М. : Мысль, 1982. — 368 с. — (Природа мира)
- (рос.) Апродов В. А. Зоны землетрясений. — М. : Мысль, 2010. — 462 с. — (Природа мира) — ISBN 978-5-244-01122-7.
- (рос.) Бабаев А. Г., Зонн И. С., Дроздов Н. Н., Фрейкин З. Г. Пустыни. — М.  : Мысль, 1986. — 320 с. — (Природа мира)
- (рос.) Букштынов А. Д., Грошев Б. И., Крылов Г. В. Леса. — М. : Мысль, 1981. — 316 с. — (Природа мира)
- (рос.) Власова Т. В. Физическая география материков. С прилегающими частями океанов. Евразия, Северная Америка. — 4-е, перераб. — М. : Просвещение, 1986. — 417 с.
- (рос.) Гвоздецкий Н. А. Карст. — М. : Мысль, 1981. — 214 с. — (Природа мира)
- (рос.) Гвоздецкий Н. А., Голубчиков Ю. Н. Горы. — М. : Мысль, 1987. — 400 с. — (Природа мира)
- (рос.) Долгушин Л. Д., Осипова Г. Б. Ледники. — М. : Мысль, 1989. — 448 с. — (Природа мира) — ISBN 5-244-00315-1.
- (рос.) Географический энциклопедический словарь: географические названия / под. ред. А. Ф. Трёшникова. — 2-е изд., доп. — М. : Советская энциклопедия, 1989. — 585 с. — ISBN 5-85270-057-6.
- (рос.) Исаченко А. Г., Шляпников А. А. Ландшафты. — М. : Мысль, 1989. — 504 с. — (Природа мира) — ISBN 5-244-00177-9.
- (рос.) Каплин П. А., Леонтьев О. К., Лукьянова С. А., Никифоров Л. Г. Берега. — М. : Мысль, 1991. — 480 с. — (Природа мира) — ISBN 5-244-00449-2.
- (рос.) Словарь современных географических названий / под общей редакцией акад. В. М. Котлякова. — Екатеринбург : У-Фактория, 2006.
- (рос.) Литвин В. М., Лымарев В. И. Острова. — М. : Мысль, 2010. — 288 с. — (Природа мира) — ISBN 978-5-244-01129-6.
- (рос.) Лобова Е. В., Хабаров А. В. Почвы. — М. : Мысль, 1983. — 304 с. — (Природа мира)
- (рос.) Максаковский В. П. Географическая картина мира. Книга I: Общая характеристика мира. — М. : Дрофа, 2008. — 495 с. — ISBN 978-5-358-05275-8.
- (рос.) Максаковский В. П. Географическая картина мира. Книга II: Региональная характеристика мира. — М. : Дрофа, 2009. — 480 с. — ISBN 978-5-358-06280-1.
- (рос.) Бутан // Поспелов Е. М. Топонимический словарь. — М. : АСТ, 2005. — 229 с. — ISBN 5-17-016407-6.
- (рос.) Пфеффер П. Азия. — М. : Прогресс, 1982. — 316 с. — (Континенты, на которых мы живем)
- (рос.) География / под ред. проф. А. П. Горкина. — М. : Росмэн-Пресс, 2006. — 624 с. — (Современная иллюстрированная энциклопедия) — ISBN 5-353-02443-5.
- (рос.) Физико-географический атлас мира. — М. : Академия наук СССР и Главное управление геодезии и картографии ГУГК СССР, 1964. — 298 с.
- (рос.) Энциклопедия стран мира / глав. ред. Н. А. Симония. — М. : НПО «Экономика» РАН, отделение общественных наук, 2004. — 1319 с. — ISBN 5-282-02318-0.